# FK Neftochimik
Profesionalen Futbolen Klub Neftochimik 1962 Burgas (bulgarisch Професионален Футболен Клуб Нефтохимик 1962 Бургас, bzw. Нефтохимик, kurz Neftochimik, übliche Transkription Neftochimic), kurz Nafta (bulg. Нафта) ist ein bulgarischer Fußballverein in Burgas. Der Spitzname ist „Die Scheichs“. Der Verein war bulgarischer Vizemeister von 1997 und zweifacher Pokalsieger des Landes (1996 und 1997). Die Vereinsfarben sind grün-weiß.
In seinem Heimstadion Lasur-Stadion, das eine Kapazität von 25.000 Plätzen hat, spielt heutzutage auch der FC Tschernomorez Burgas. Neftochimik spielt in der B Grupa. Derzeitiger Trainer ist Dimtscho Nenow. Seit 7. November ist Plamen Nikolow Sportdirektor.

## Geschichte
Der Club wurde 1962 von Bauarbeitern der Großraffinerie Neftochim gegründet. Anfangs gab es keine Bezeichnung. In der Kreisliga spielte der Verein als „Stroitel“ (bulgarisch Строител, dt. Bauarbeiter). Das erste Spiel fand gegen „Lokomotiv Burgas“ statt. Als 1964 der Beschluss kam, die inzwischen fertiggestellte Raffinerie Neftochim (heute LUKOIL Neftochim Burgas) zu nennen, wurde der Club in Neftochimik (bulg. Нефтохимик, dt. Chemiearbeiter) umbenannt.

### Die Ära Prototschanow
Die größten Erfolge konnte der Club feiern, nachdem Christo Portotschanow 1990 Vereinspräsident geworden war. 1994 stieg Neftochimik in die höchste nationale Liga, die A Grupa auf und entwickelte sich in der Folge zu einer der stärksten bulgarischen Fußballmannschaften. 1995 gelang Neftochimik den Einzug ins Halbfinale des bulgarischen Fußballpokals. 1996 und 1997 wurde Neftochimik Sieger im bulgarischer Ligapokal. Im Jahr 1996 besiegte Burgas im Finale Montana mit 7:2 nach Verlängerung und 1997 Litex Lowetsch nach Elfmeterschießen. 2000 verlor er im Finale des bulgarischen Pokals gegen Lewski Sofia mit 0:2. 1997 konnte das neue Neftochimik Stadion mit einem 4:1-Erfolg gegen Lewski Sofia eingeweiht werden. Im selben Jahr wurde Neftochimik Vizemeister hinter ZSKA Sofia, mit zwei Punkten Unterschied.
In den weiteren Jahren konnte sich Neftochimik zweimal für den UEFA-Cup qualifizieren, scheiterte jedoch einmal in der Vorrunde an Brann Bergen und 2001 in der ersten Runde an Lokomotive Moskau.

### Die Ära Sabew

Offizielles Logo von PFC Naftex Burgas

Im Jahre 2002 wurde „Petrol Holding“ neuer Eigentümer des Vereins. Präsident wurde Mitko Sabew, Sportdirektor Plamen Kiryakov. Der Stadion- und Klubname Neftochimik wurde in Naftex, nach einem Unternehmen der Petrol Holding, umbenannt. Nach diesem Wechsel kam es 2006 zum ersten Abstieg in der Geschichte des Clubs. Da Mitko Sabew auch Besitzer eines weiteren Profifußballklub war, wurde der PFC Naftex vom bulgarischen Fußballverband in die Zweite Liga – Ost versetzt. Mitko Sabew wurde jedoch auch Besitzer des zweiten Fußball-Traditionsklub aus Burgas, des FC Tschernomorez Burgas (der zur selben Zeit ebenfalls in der Zweiten Liga spielte) und versuchte beide Teams zu vereinen. Dem widersetzen sich jedoch die Fangruppen beider Vereine, wie auch die Bevölkerung in Burgas. Nach dem misslungenen Versuch entschied er, dem FC Tschernomorez die größere Unterstützung zuteilwerden zu lassen. Die besseren Spieler der zwei Teams wurden im FC Tschernomorez gebündelt, das seine Heimspiele seit diesem Zeitpunkt im Stadion Naftex, das zu diesem Zweck in Stadion Lasur umbenannt wurde, austrägt.
Am Ende der Saison 2006/07 belegte FC Tschernomorez den ersten und Naftex den zweiten Platz in der 2. Liga – Ost. FC Tschernomorez konnte in der Ersten bulgarischen Liga direkt aufsteigen, Naftex musste durch die Relegation, die es verlor. Nach dem misslungenen sofortigen Wiederaufstieg in die A Grupa in der Saison 2006/07 wechselte der Eigentümer erneut. Ab Juli 2007 hieß der Besitzer Festa Holding, der jedoch Mitko Sabew nahesteht. In den nächsten Jahren konnte Naftex nicht aufsteigen und fungierte mehr und mehr als zweite Mannschaft von FC Tschernomorez.
Die Saison 2008/09 beendete der PFC Naftex in der B Grupa auf zweiter Stelle und musste erneut durch die Relegation, die es gegen FK Sportist Swoge 4:6 n. V. verlor.

### Seit 2009
Am 3. Juli 2009 entschieden die Sportdirektion von FC Tschernomorez Burgas und Naftex, den PFC Naftex mit dem drittligisten Pomorie zu vereinen und mit der Lizenz von Naftex in der zweiten Liga unter dem Namen FC Tschernomorez (Pomorie) zu spielen. Zu diesem Schluss kam es- nachdem man erneut versuchte, PFC Naftex mit FC Tschernomorez Burgas zu vereinen, was unter den Fans und der Öffentlichkeit in Burgas erneut für Aufregung sorgte.
PFC Naftex bzw. FC Tschernomorez (Pomorie) wurde somit offiziell die zweite Mannschaft von FC Tschernomorez. Viele der Spieler von Naftex die nicht zum FC Tschernomorez Burgas und FC Tschernomorez (Pomorie) wechselten, suchten sich neue Teams. Einiger Spieler um Milen Georgiew, wie auch weitere ehemaliger Spieler von Neftochimic (unter anderem Todor Kiselitschkow, Mitko Trendafilow, Anton Spasow) gründeten jedoch den Verein FC Nefchtomic 1986, der jedoch über keine Lizenz verfügte und in der untersten Liga spielen sollte. Inzwischen war einer der bekanntesten Spieler von Neftochimic, Stantscho Zonew, spielender Sportdirektor des Fußballklubs FK Atletik, der in der Dritten Liga Südost spielte, geworden. Noch im selben Monat entschied man sich den FK Atletik mit FC Nefchtomic 1986 unter dem Namen FC Nefchtomic 1986 zu vereinen und so die Tradition Neftochimics wiederzubeleben. Nach diesem Schritt übertrug der Besitzer von FC Tschernomorez Burgas, Mitko Sabew, alle sportliche Erfolge des ehemaligen FC Neftochimic und PFC Naftex auf den neuen Verein, behielt jedoch das ehemalige Stadion Neftochimics (heute Lasur-Stadion) für seinen Klub.
Ab der Saison 2009/2010 spielt nun der FC Neftochimic 1986 Burgas, als offiziellen Nachfolger von Neftochimic Burgas in der Dritten bulgarischen Liga Südost, ohne jemals abgestiegen zu sein. Neues Heimstadion wurde das ehemalige Stadion „Tscherweno Zname“ im Stadtteil Dolno Eserowo, das eine Kapazität von 2.000 Plätze hat. Trainer wurde Dimitar Stojtschew, der bereits in den 90er diesen Posten eingenommen hatte. Spielender Sportdirektor wurde Milen Georgiew, weitere Sportdirektor ist Stantscho Zonew. Klubeigner wurde die Baufirma Eurobuilding Engineering, die Zonew nahesteht und die Finanzierung des Klubs übernahm.
Das erste Spiel in der W Grupa Südost gewann der FC Neftochimic 1986 Burgas mit 6:0 gegen das Team aus Chaskowo, vor ca. 3.000 Fans. Am Ende der Saison erreichte man mit 77 Punkten den 3. Platz, und man konnte sich damit nicht für B Grupa qualifizieren. Ende Juni wurden die ehemaligen Spieler Gantscho Eftimow und Georgi Tschilikow Trainer, bzw. Co-Trainer. Sportdirektoren sind Milen Georgiew und Stantscho Zonew.
In der Saison 2010/11 kehrte Neftochimik in sein ehemaliges Stadion zurück. Der Grund: für die Durchführung des Derbys der Dritten Liga gegen den ebenfalls traditionsreichen Botew Plowdiw im kleineren Dolno Eserowo wollte die Polizei nicht die Verantwortung übernehmen. Das Spiel fand am 28. November 2010 statt und wurde von rund 10.000 Zuschauern besucht. Das Spiel brach somit den Zuschauerrekord für ein Drittligaspiel, das mit 1:2 von Botew gewonnen wurde.
In der Winterpause wechselte der Klubeigner. Neuer Eigner wurden Firmen um die Unternehmer Nikolaj Filipow und Walentin Karawaltschew aus Burgas. Der letztere wird als neuer Präsident fungieren. Blagomir Mitrew wird erneut spielender Trainer und Georgi Tschilikow bleibt bzw. Co-Trainer im Klub tätig. Die als kurzfristigen Ziel wird die Rückkehr im bulgarischen Profifußball verfolgt. Ende der Saison wurde Neftochimik mit 81 Punkte zweiter hinter Botew Plowdiw und konnte sich für ein Relegationsspiel für den Einzug in der bulgarischen Zweiten Liga qualifizieren. Das Relegationsspiel gegen Septemwri Terwel am 26. Juni 2011 gewann Neftochimik mit 0:1 und konnte sich somit für den Profifußball in der zweiten bulgarische B Grupa qualifizieren. Nach der erfolgreichen Saison kehrte Dimitar Stojtschew als Trainer zurück.
Zur Saison 2010/11 wurde Angel Stojkow neuer Trainer von Neftochimic.

### Vereinsnamen
- 1962–1964 Stroitel
- 1964–1986 Neftochimik
- 1986–1990 DSF Neftochimik
- 1990–2002 Neftochimik
- 2002–2009 PFC Naftex
- 2009–      Neftochimik

## Stadion

Ehemaliges Stadion des PFC Neftochmic Burgas

Das Stadion des Clubs wurde 1967 im Stadtteil Lasur gebaut. In der Zeit von 1990 bis 1997 wurde es komplett erneuert und ausgebaut, die offizielle Einweihung fand am 13. April 1997 mit dem Spiel Neftochimic – Lewski Sofia (4:1) statt. Das Stadion hieß bis 2002 „Neftochimic“, bis 2006 „Naftex“. Heute heißt das Stadion „Lasur“ und verfügt über 18.037 Sitzplätze. Die Nord- und Südtribunen sind überdacht und verfügen über 10.000 Sitzplätze. Die Größe des Spielfeldes ist 116 х 78 Meter.
Seit dem Abstieg in die dritte Liga Südost nach der Saison 2009/2010 trägt der FK Neftochimik seine Heimspiele im Stadion Dolno Eserowo im gleichnamigen Viertel der Stadt Burgas aus. Derbys gegen andere traditionsreiche Clubs werden weiterhin in Stadion „Lasur“ ausgetragen. Das Stadion in Dolno Eserowo hat eine Kapazität von 3.000 Sitzplätzen.
Im Dezember 2011 gaben die Besitzer des Klubs bekannt, ein neues Stadion bauen zu wollen. Dieses soll Platz für ca. 18.000 Zuschauer bieten und um die 20 Millionen Euro kosten.

## Sportliche Erfolge
- Bulgarischer Vizemeister (1): 1997
- Bulgarischer Pokalfinalist (1): 2000
- Bulgarischer Ligapokalsieger (2): 1996, 1997
- Pokalfinalist des BFB-Cups (1): 1991

## Europapokalbilanz
| Saison  | Wettbewerb | Runde         | Gegner            | Gesamt    | Hin     | Rück    |
| ------- | ---------- | ------------- | ----------------- | --------- | ------- | ------- |
| 1997/98 | UEFA-Pokal | 1. Runde      | Brann Bergen      | (a)4:4(a) | 1:2 (A) | 3:2 (H) |
| 2000/01 | UEFA-Pokal | Qualifikation | Omonia Nikosia    | 2:1       | 0:0 (A) | 2:1 (H) |
| 2000/01 | UEFA-Pokal | 1. Runde      | Lokomotive Moskau | 2:4       | 2:4 (A) | 0:0 (H) |

Gesamtbilanz: 6 Spiele, 2 Siege, 2 Unentschieden, 2 Niederlagen, 8:9 Tore (Tordifferenz −1)

## Bekannte Spieler
| - Stantscho Zonew - Welijan Paruschew - Radostin Kischischew - Georgi Tschilikow - Anton Spasow - Wesselin Schulew - Ilia Gruev - Blagomir Mitrew - Mitko Trendafilow - Slatko Jankow - Wesko Petkow | - Stefko Dermendziew - Weselin Branimirow - Malin Oratschew - Todor Jantschew - Miroslaw Kosew - Dijan Petkow - Simeon Tschilibonow - Stojko Sakaliew - Krasimir Dimitrow - Stanimir Dimitrow - Todor Kiselitschkow |

## Sponsoren
Der Haupt- und Trikotsponsor des Neftochimik Burgas ist das Unternehmen aus Burgas Eurobuilding Engineering. Weitere sind Pons Holding AD und Tomi.